# Korea Job World
Korea Job World (en coreano: 한국잡월드) es una instalación de exploración de carreras cubierta en Seongnam, Corea del Sur. Se propuso por primera vez en 2004 a un costo de ₩ 205 mil millones (US$ 179,2 millones). Aunque inicialmente generó cierta controversia, Korea Job World abrió sus puertas en 2012. Korea Job World tiene áreas de prueba de planificación profesional donde los visitantes pueden examinar sus habilidades e intereses, así como áreas de experiencia laboral donde pueden experimentar diferentes carreras. Para el 7 de mayo de 2013, Korea Job World tenía más de 1 millón de visitantes, mientras que en 2023 había más de 7 millones de visitantes en Korea Job World en total. 

## Historia
El Ministerio de Trabajo de Corea del Sur anunció por primera vez el proyecto en 2004, que entonces se llamó provisionalmente «Job World». Originalmente estaba previsto que finalizara alrededor de 2010 con un costo de ₩ 205 mil millones (US$ 179,2 millones). El proyecto fue creado para permitir que los niños en edad de escuela primaria elijan su camino vocacional en función de sus fortalezas e intereses personales. Inicialmente, el proyecto encontró cierto rechazo, ya que los fondos de desempleo del país se utilizaron para financiar Korea Job World y hubo algunas preocupaciones relacionadas con el presupuesto. También hubo cierta oposición relacionada con un modelo de experiencia laboral similar que había fracasado anteriormente en Japón. En noviembre de 2010, el proyecto se pospuso nuevamente para inaugurarse a finales de 2011. Korea Job World finalmente se abrió al público en Seongnam, provincia de Gyeonggi, Corea del Sur, el 15 de mayo de 2012.

## Experiencia

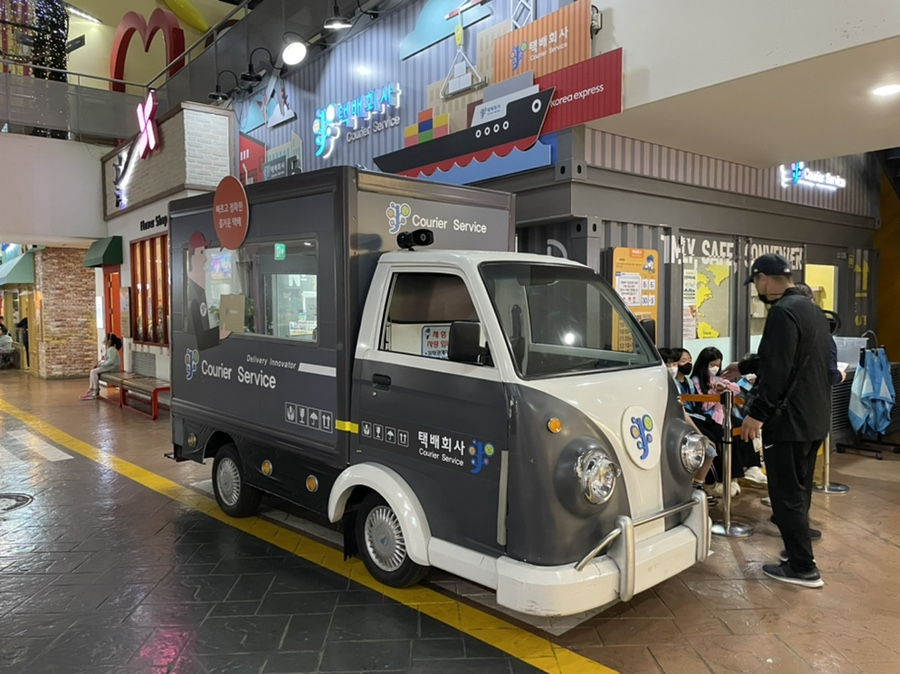
Una imagen del área de exploración profesional para niños en Korea Job World.

Korea Job World tiene varias instalaciones de experiencia laboral, incluyendo un área de planificación de carrera, una experiencia laboral para niños más pequeños, una instalación de experiencia laboral para adolescentes y una exposición laboral. En las instalaciones de experiencia laboral, los niños pueden probar diferentes escenarios profesionales para encontrar posibles coincidencias profesionales y explorar intereses profesionales, y en las exhibiciones de empleo, los visitantes ven cómo los empleos han evolucionado desde el pasado, así como cómo los empleos son relevantes para la vida diaria de las personas. En el área de planificación de carrera, después de realizar una prueba que examina las habilidades e intereses que tienen, los visitantes pueden ver qué trabajos son los más adecuados para ellos en función de los resultados. En 2022, se abrió un centro de experiencias adicional llamado «Makive», que ofrece actividades artísticas y artesanales. Además de las instalaciones para la experiencia laboral, Korea Job World también cuenta con varios escenarios y auditorios, así como áreas de comidas y tiendas de conveniencia. Korea Job World también ejecuta un programa llamado ONJOB, que ofrece programas de asesoramiento profesional en línea. En agosto de 2023, se anunció que Korea Job World abriría una nueva instalación de experiencia laboral en el Metaverso.

## Recepción
El 29 de mayo de 2013, Korea Job World tuvo su visitante número un millón. En mayo de 2023, más de 7 millones de personas habían visitado Korea Job World. Anteriormente habían asistido 689.683 personas en 2017, 666.698 en 2018, 639.686 en 2019 y 67.026 durante 2020, el cual tuvo menos visitantes debido a la pandemia de COVID-19.